# وندلس
وندلس (به فرانسوی: Vendelles) یک کمون در فرانسه است که در پیکاردی واقع شده‌است.

## خصوصیات
وندلس ۵٫۲۸ کیلومترمربع مساحت و ۱۱۳ نفر جمعیت دارد و ۱۲۰ متر بالاتر از سطح دریا واقع شده‌است.